# JEMS Architekci
JEMS Architekci – polska pracownia architektoniczna założona w 1988 w Warszawie. Wielokrotnie nagradzana, autor projektów m.in.: zespołu budynków biurowych Platinum Business Park, siedziby Agory w Warszawie uważanej za jeden z najlepszych obiektów biurowych w Polsce, rozbudowy Biblioteki Raczyńskich w Poznaniu, rozbudowy Akademii Sztuk Pięknych w Warszawie oraz Ambasady RP w Berlinie.
Laureat Honorowej Nagrody SARP 2012 za wkład w rozwój architektury polskiej w składzie: Olgierd Jagiełło, Maciej Miłobędzki, Jerzy Szczepanik-Dzikowski i Marcin Sadowski.
Projekty biura cechują się klarowną tektoniką. Są kontynuacją modernizmu z nawiązaniami do stylu high-tech.

## Zespół

### Partnerzy
Założycielami biura są współpracujący już od 1980 Olgierd Jagiełło, Maciej Miłobędzki i Jerzy Szczepanik-Dzikowski będący partnerami w JEMS oraz Wojciech Zych – ekonomista pełniący nieprzerwanie od 1988 funkcję prezesa zarządu. W 1995 partnerami zostali Wojciech Zych oraz Marcin Sadowski. Obecnie cała piątka to partnerzy-wspólnicy JEMS. W 2003 partnerami (ale nie wspólnikami) zostali Paweł Majkusiak i Andrzej Sidorowicz, a w 2006 Marek Moskal.
- Olgierd Jagiełło, ur. 1947, absolwent Wydziału Architektury Politechniki Warszawskiej Akademii Sztuk Pięknych w Warszawie. W latach 1974–1979 i 1984-1985 prowadził zajęcia na WAPW. W latach 1984–1988 prowadził wspólnie z Jerzym Szczepanikiem-Dzikowskim pracownię autorską w ramach Spółdzielni Pracy Twórczej Architektów i Artystów Plastyków ESPEA. Od 1988 roku współzałożyciel i wspólnik w JEMS Architekci[2].
- Jerzy Szczepanik-Dzikowski, ur. 1945, absolwent WAPW. W latach 1984–1987 pełnił funkcję Prezesa Oddziału Warszawskiego SARP. W latach 1984–1989 prowadził wspólnie z Olgierdem Jagiełło pracownię autorską w ramach Spółdzielni Pracy Twórczej Architektów i Artystów Plastyków ESPEA. Od 1988 roku współzałożyciel i wspólnik w JEMS Architekci. Sekretarz Krajowej Izby Architektów w latach 2001–2005. Od 2010 roku promotor prac dyplomowych na Wydziale Budownictwa i Architektury Politechniki Lubelskiej[2].
- Maciej Miłobędzki, ur. 1959, absolwent WAPW. W latach 1984–1988 pracował w Spółdzielni Pracy Twórczej Architektów i Artystów Plastyków ESPEA. Od 1988 roku współzałożyciel i wspólnik w JEMS. Od 2004 promotor prac dyplomowych na Wydziale Architektury Politechniki Poznańskiej. Od 2008 roku prowadzi zajęcia z projektowania na WAPW[2].
- Marcin Sadowski, ur. 1965, absolwent WAPW. W 1993 podjął pracę w JEMS, a w 1996 został w niej partnerem. Od 2008 prowadzi zajęcia projektowe na Wydziale Architektury Politechniki Warszawskiej[2].
- Paweł Majkusiak, ur. 1971, absolwent WAPW. Od 1996 współpracownik, a od 2003 roku partner i następnie wspólnik w JEMS[2].
- Andrzej Sidorowicz, ur. 1963, absolwent WAPW. Od 1990 współpracownik, a od 2003 partner i następnie wspólnik w JEMS[2].
- Marek Moskal, ur. 1966, absolwent WAPW. W latach 1990–1992 asystent na WAPW. W latach 1993–1999 projektant w Atelier d’Architecture Paczowski et Fritsch w Luksemburgu. Od 1999 roku współpracownik, a od 2006 partner i następnie wspólnik w JEMS[2].

### Pracownicy
Pracownia zatrudnia ok. 70 pracowników (w tym partnerzy, „associates” i pozostali). W JEMS-ach pracowali m.in. Włodzimierz Mucha, Marek Łańcucki, Natalia Paszkowska, Jan Strumiłło.

## Lokalizacja

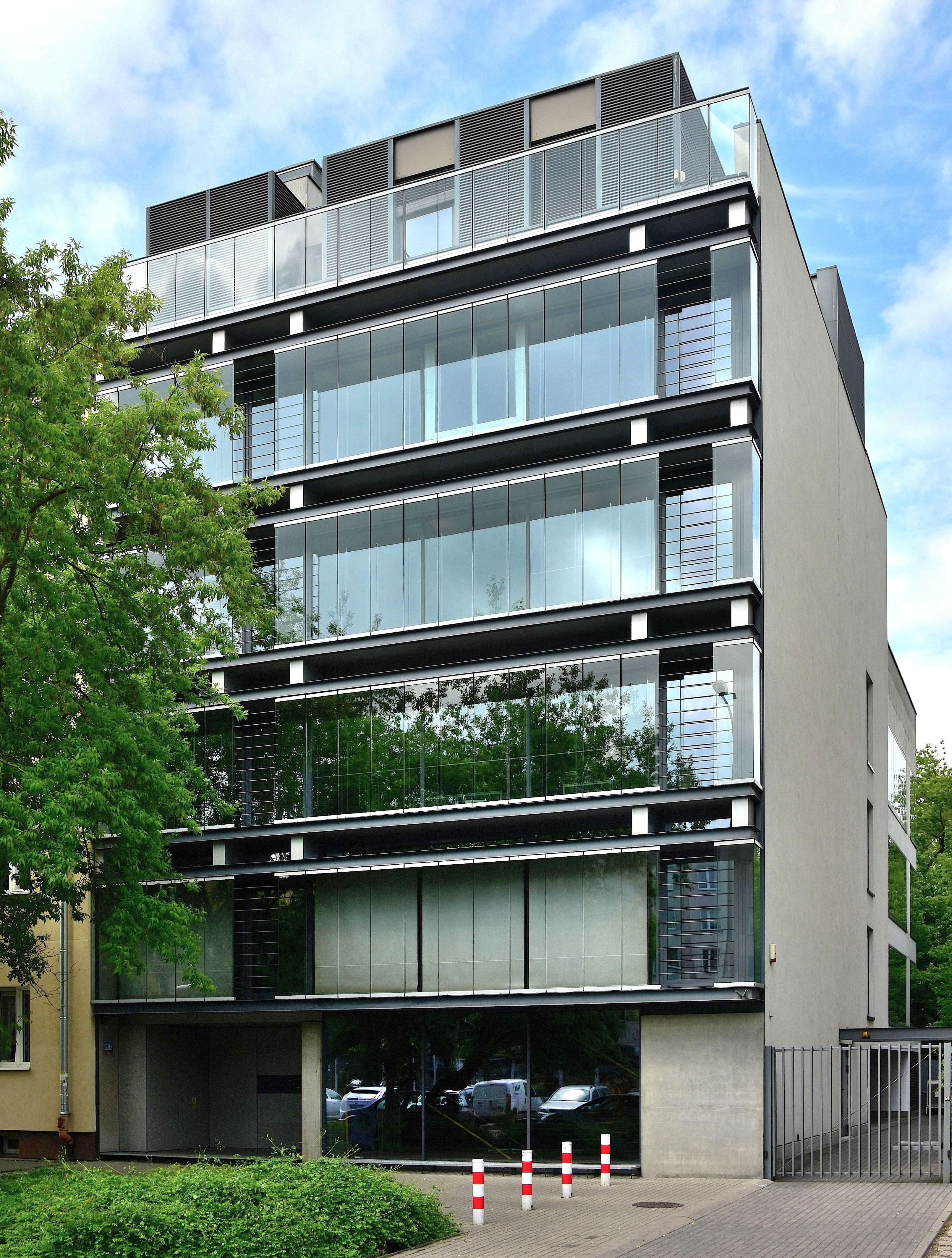
Siedziba JEMS przy ul. Gagarina 28a w Warszawie

Od połowy 2004 roku pracownia architektoniczna mieści się w zaprojektowanym przez siebie budynku przy ul. Gagarina 28a w Warszawie. Projekt powstał w latach 1999–2002, a zrealizowano go w okresie: 2002-2004. Jednym z głównych założeń projektowych było wykreowanie przestrzeni integrującej zespół wokół wspólnych zadań projektowych poprzez otwartość wnętrz zorganizowanych według prostych i czytelnych reguł. Ich warsztatowy charakter ma pomóc skupieniu i koncentracji, stanowi tło dla codziennej pracy architektów. Stanowiska pracy zostały odseparowane od pomieszczeń obsługujących jedynie poprzez biegnące przez całą długość budynku żelbetowe podciągi. Poprzecznie względem nich usytuowana została ażurowa klatka schodowa o stalowej konstrukcji.
Główne cechy rozplanowania wnętrz, a także surowy charakter użytych materiałów: betonu, stali i szkła wraz z naturalnymi drewnianymi posadzkami, przypominają inną realizację pracowni JEMS – siedzibę Agory. Uliczna fasada jest odzwierciedleniem zasady budowy przekroju poprzecznego budynku. Podwójnie szklona elewacja nie powiela form sąsiednich obiektów. Określana jako doskonale wpisująca w otoczenie budynków Dolnego Mokotowa.

## Historia
Po ukończeniu studiów na Wydziale Architektury Politechniki Warszawskiej Olgierd Jagiełło i Jerzy Szczepanik-Dzikowski zostali przyjęci do grupy projektującej warszawski Ursynów. W 1988 wraz z Maciejem Miłobędzkim i Wojciechem Zychem założyli spółkę JEMS Architekci. Już w tym samym roku nowa firma wygrała I nagrodę realizacyjną w konkursie na Centrum Hotelowo-Kongresowe „Orbis”. Hotel jednak nie powstał, ale prawa do budowy przejął amerykański deweloper Hines, który postanowił postawić w tym miejscu luksusowy biurowiec. Zaprosił do współpracy Normana Fostera, jednego z czołowych światowych architektów, który potrzebował kooperanta orientującego się w polskich realiach. Wybór padł na JEMS. Jak sam podkreślił Olgierd Jagiełło, współpraca z Brytyjczykiem okazała się dobrą lekcją zarządzania biurem architektonicznym.
W połowie lat 90. JEMS stał się jedną z najbardziej rozpoznawalnych firm. Był wówczas kooperantem firmy deweloperskiej Globe Trade Centre, która na warszawskim Mokotowie rozpoczęła budowę dzielnicy biurowej. Kolejnym przełomem okazał się projekt nowej siedziby Agory. Biurowiec spółki medialnej miał nawiązywać do demokratycznych zmian w Polsce, dlatego zdecydowano, że powstanie jedna wspólna przestrzeń z wydzielonymi biurami dla poszczególnych działów koncernu. Budynek, z ażurowymi tarasami i charakterystycznymi „żyletkami” zamocowanymi prostopadle do fasady, zyskał popularność, ugruntowując pozycję JEMS.
W 2013 roku nakładem Muzeum Architektury we Wrocławiu ukazał się album pt. JEMS Architekci (ISBN 978-83-933180-0-X), będący monografią 25 lat pracy biura.

## Styl projektowania
Twórczość pracowni JEMS stanowi kontynuację tradycji modernizmu. W budynkach podkreślona jest tektonika, fascynacja naturalnymi możliwościami materiałów czy światła. W tym kontekście projekty odnoszą się w pewnym stopniu do architektury high-tech: we wnętrzach biurowców pojawiają się elastyczne otwarte przestrzenie, a dzięki przeszklonym powierzchniom i wewnętrznym dziedzińcom dany budynek jest transparentny nie tylko w ramach jednej kondygnacji, ale również pomiędzy poszczególnymi kondygnacjami (np. budynek AGORA SA w Warszawie).

## Wybrane realizacje
| Rok     | Realizacja                                                   | Realizacja | Lokalizacja |                      |
| ------- | ------------------------------------------------------------ | ---------- | ----------- | -------------------- |
| 1995    | pawilon restauracji McDonald’s                               |            | Warszawa    | [ 6 ]                |
| 1996    | Zespół mieszkalny ul. Hozjusza 1/3/5                         |            | Warszawa    | [ 7 ] [ 8 ]          |
| 2000    | Babka Tower                                                  |            | Warszawa    |                      |
| 2001    | biurowiec firmy Agora SA                                     |            | Warszawa    | [ 9 ] [ 10 ]         |
| 2002    | Victoria Building                                            |            | Warszawa    | [ 11 ]               |
| 2004    | Mokotów Business Park                                        |            | Warszawa    | [ 12 ]               |
| 2004    | Siedziba JEMS Architekci                                     |            | Warszawa    |                      |
| 2005    | osiedle mieszkaniowe VitaParc                                |            | Warszawa    | [ 13 ]               |
| 2006    | biurowiec Spectra                                            |            | Warszawa    | [ 14 ]               |
| 2008    | Zagospodarowanie skweru Hoovera przy Krakowskim Przedmieściu |            | Warszawa    | [ 15 ]               |
| 2010    | osiedle mieszkaniowe Górczewska Park                         |            | Warszawa    | [ 16 ]               |
| 2010    | budynek mieszkalny Trio                                      |            | Warszawa    | [ 17 ]               |
| od 2011 | osiedle mieszkaniowe 19. dzielnica                           |            | Warszawa    | [ 10 ] [ 18 ] [ 19 ] |
| 2013    | gmach Biblioteki Raczyńskich                                 |            | Poznań      | [ 20 ]               |
| 2013    | biurowiec Pixel                                              |            | Poznań      |                      |
| 2014    | gmach Akademii Sztuk Pięknych                                |            | Warszawa    | [ 21 ]               |
| 2014    | Osiedle Ażurowych Okiennic                                   |            | Warszawa    | [ 22 ]               |
| 2014    | biurowiec JK55                                               |            | Warszawa    | [ 23 ]               |
| 2014    | biurowiec Green Wings                                        |            | Warszawa    | [ 24 ]               |
| 2015    | Międzynarodowe Centrum Kongresowe                            |            | Katowice    | [ 25 ]               |
| 2016    | rekonstrukcja Hali Koszyki                                   |            | Warszawa    | [ 26 ]               |
| 2018    | kompleks biurowy P4                                          |            | Warszawa    | [ 27 ]               |
| 2018    | Hotel Marriott Renaissance                                   |            | Warszawa    | [ 28 ]               |
| 2019    | Rajska 8                                                     |            | Gdańsk      | [ 29 ]               |
| 2020    | siedziba Transportowego Dozoru Technicznego                  |            | Warszawa    | [ 30 ]               |
| 2021    | Generation Park                                              |            | Warszawa    | [ 31 ]               |
| 2022    | Browary Warszawskie                                          |            | Warszawa    | [ 32 ]               |

## Konkursy architektoniczne
- I nagroda w konkursie SARP Centrum hotelowo-kongresowe na placu marsz. J. Piłsudskiego w Warszawie (1988)
- EXPO'95 Wiedeń – IV nagroda (1991)
- I nagroda w konkursie SARP Plan Łuku Siekierkowskiego (1992)
- I Nagroda w konkursie SARP Zabudowa dziedzińców Pałacu Kultury (2000)
- świątynia Opatrzności Bożej w Warszawie – I nagroda ex aequo w konkursie SARP (2001)
- II nagroda w konkursie SARP: Hala sportowa z pływalnią dla Uniwersytetu Warszawskiego (2001)
- I Nagroda w konkursie SARP rozbudowa Biblioteki Raczyńskich w Poznaniu (2003)
- I nagroda w konkursie międzynarodowym Plac Europejski w Kijowie (2005)
- I nagroda w konkursie na Skwer Hoovera w Warszawie – praca wybrana do realizacji (2006)
- I nagroda w konkursie inwestorskim Projekt CARSERVIS na ulicy Żwirki i Wigury w Warszawie (2007)
- II nagroda w konkursie SARP Rozbudowa Akademii Sztuk Pięknych w Warszawie (2008)
- I nagroda w konkursie inwestorskim Narodowe Centrum Sportu w Warszawie (2008)
- I nagroda w konkursie SARP Międzynarodowe Centrum Kongresowe w Katowicach (2008)
- II nagroda w konkursie SARP Siedziba Narodowej Orkiestry Symfonicznej Polskiego Radia w Katowicach (2008)
- I nagroda w konkursie SARP Hotel 5* Renaissance by Marriott na Lotnisku Chopina (2009)
- I nagroda w konkursie architektonicznym na opracowanie koncepcji zespołu zabudowy handlowo-mieszkaniowej (Targowisko Banacha) u zbiegu ulic Grójeckiej i Banacha w Warszawie (2009)
- I nagroda w konkursie Ministerstwa Spraw Zagranicznych na koncepcję architektoniczną budynku polskiej ambasady w Berlinie (2012)
- I nagroda w konkursie SARP na opracowanie koncepcji Centrum Literatury i Języka – Planeta Lem w Krakowie (2019)[33]
- II nagroda w konkursie na opracowanie koncepcji architektonicznej siedziby Teatru Muzycznego w Poznaniu (2019)[34]

## Nagrody i wyróżnienia
- 1998: Nagroda główna Życia w architekturze za Najlepszy budynek Warszawy 1996–1997 w kategorii domów wielorodzinnych – zespół mieszkaniowy przy ul. Hozjusza w Warszawie[35]
- 2000: Nagroda główna Życia w architekturze za Najlepszy budynek mieszkalny wielorodzinny 1989–1999 – zespół mieszkaniowy przy ul. Hozjusza w Warszawie[36]
- 2002: Honorowa Nagroda SARP za wkład w rozwój architektury polskiej[37]
- 2002: I Nagroda konkursu Polski Cement w Architekturze – biurowiec firmy Agora SA w Warszawie[38]
- 2002: Nagroda Architektoniczna Prezydenta m.st. Warszawy w kategorii Najlepszy obiekt biurowy 2002 – biurowiec firmy Agora SA w Warszawie[39]
- 2003: Nagroda I stopnia Ministra Infrastruktury za najlepszy budynek zrealizowany w 2002 za biurowiec firmy Agora SA
- 2003: II nagroda w konkursie „Budowa Roku” Polskiego Związku Inżynierów i Techników za siedzibę Kredyt Banku przy ulicy Kasprzaka w Warszawie
- 2004: Nagroda główna Życia w architekturze za Najlepszy budynek użyteczności publicznej 2002–2003 – biurowiec firmy Agora SA w Warszawie[40]
- 2004: Nagroda „Construction Investment Journal” za najlepszy projekt mieszkaniowy w 2003 Zespół mieszkaniowy Biały Kamień w Warszawie
- 2004: Nagroda Srebrny Żuraw za budynek mieszkalny VitaParc[41] w ramach dorocznego konkursu architektonicznego dotyczącego południowej części aglomeracji warszawskiej organizowanego przez tygodnik „Pasmo”[42]
- 2006: Nagroda III stopnia Ministra Budownictwa za budynek zrealizowany w roku 2006 za Budynek biurowy Topaz w Warszawie
- 2007: Nagroda Specjalna Stowarzyszenia Producentów Betonu Towarowego konkursu Polski Cement w Architekturze – biurowiec Spectra w Warszawie[43]
- 2009: I Nagroda konkursu Polski Cement w Architekturze – zagospodarowanie skweru Hoovera przy Krakowskim Przedmieściu w Warszawie[15]
- 2012: Nagroda główna Życia w architekturze za Najlepszy budynek wielorodzinny 2000–2012 – 19. dzielnica w Warszawie[44]
- 2013: Nagroda Jana Baptysty Quadro – biurowiec Pixel w Poznaniu[45]
- 2014: Perła Honorowa Polskiej Gospodarki w kategorii kultura[46]
- 2014: Nagroda główna konkursu Polski Cement w Architekturze – rozbudowa Biblioteki Raczyńskich w Poznaniu[47]
- 2015: Nagroda główna Życia w architekturze za Najlepszy budynek wielorodzinny 2013–2014 – Osiedle Ażurowych Okiennic w Warszawie[48]
- 2015: Nagroda Roku SARP – Międzynarodowe Centrum Kongresowe w Katowicach[49]
- 2016: Stołek (nagroda jury) w plebiscycie Stołek i Noga od Stołka – Hala Koszyki w Warszawie[50]
- 2016: I nagroda w konkursie Nagroda Architektoniczna Prezydenta m.st. Warszawy w kategorii Budynek użyteczności publicznej 2001–2014 (obiekt komercyjny) – biurowiec Metropolitan w Warszawie (jako pracownia współpracująca)[51]
- 2016: II nagroda w konkursie Nagroda Architektoniczna Prezydenta m.st. Warszawy w kategorii Budynek użyteczności publicznej 2001–2014 (obiekt komercyjny) – biurowiec firmy Agora SA w Warszawie[51]
- 2016: I nagroda w konkursie Nagroda Architektoniczna Prezydenta m.st. Warszawy w kategorii Architektura mieszkaniowa – zespół 2001–2014 – Osiedle Ażurowych Okiennic w Warszawie[51]
- 2016: II nagroda w konkursie Nagroda Architektoniczna Prezydenta m.st. Warszawy w kategorii Architektura mieszkaniowa – zespół 2001–2014 – 19. dzielnica w Warszawie[51]
- 2016: Grand Prix Nagrody Architektonicznej Polityki – Międzynarodowe Centrum Kongresowe w Katowicach[49]
- 2016: Ulubieniec Publiczności Nagrody Architektonicznej Polityki – Międzynarodowe Centrum Kongresowe w Katowicach[49]
- 2016: Grand Prix Architektura Roku Województwa Śląskiego 2015 – Międzynarodowe Centrum Kongresowe w Katowicach[49]
- 2016: Meeting Planner Power Award 2015 dla najlepszego centrum kongresowego w Polsce – Międzynarodowe Centrum Kongresowe w Katowicach[49]
- 2016: Bryła Roku 2015 – Międzynarodowe Centrum Kongresowe w Katowicach[49]
- 2016: TOP Inwestycja Komunalna 2015 – Międzynarodowe Centrum Kongresowe w Katowicach[49]
- 2016: Grand Prix w konkursie na Najlepszą Przestrzeń Województwa Śląskiego – Międzynarodowe Centrum Kongresowe w Katowicach[49]
- 2017: Nagroda Architektoniczna Prezydenta m.st. Warszawy w kategorii Najlepszy budynek komercyjny 2016 – Hala Koszyki w Warszawie[52]
- 2017: Medal im. Profesora Zygmunta Majerskiego 2017 za zasługi dla regionu śląskiego w dziedzinie architektury i urbanistyki[53]
- 2018: MP Power Awards Multi Venue za Międzynarodowe Centrum Kongresowe w Katowicach[49]
- 2019: II Nagroda konkursu Polski Cement w Architekturze – Kompleks P4 z hotelem Vienna House Mokotow Warsaw w Warszawie[27]
- 2020: Nagroda Architektoniczna Prezydenta m.st. Warszawy w kategorii Najlepszy budynek komercyjny 2019 – Kompleks P4 z hotelem Vienna House Mokotow Warsaw w Warszawie[54]
- 2020: III Nagroda konkursu Polski Cement w Architekturze – Siedziba Transportowego Dozoru Technicznego w Warszawie[30]
- 2021: Nagroda Roku SARP – Browary Warszawskie w Warszawie[32]
- 2021: Grand Prix Nagrody Architektonicznej Polityki – Browary Warszawskie w Warszawie[55]
- 2022: Nagroda Architektoniczna Prezydenta m.st. Warszawy w kategorii Najlepszy budynek komercyjny 2021 oraz Grand Prix konkursu – Browary Warszawskie w Warszawie[55]